# Nicolae Chicomban
Nicolae Chicomban (* 1913 in Brașov; † 1984) war ein rumänischer Radrennfahrer.  

## Sportliche Laufbahn
Chicomban war Straßenradsportler. 1945 gewann er die erste nationale Meisterschaft im Straßenrennen nach dem Ende des Zweiten Weltkriegs. 1946 konnte er den Titel verteidigen. In der Rumänien-Rundfahrt wurde er hinter dem Jugoslawen August Prosenik Zweiter. 1951 kam er hinter Marin Niculescu auf den zweiten Rang. 1946 holte er einen Etappensieg in der Rundfahrt. An der Internationalen Friedensfahrt nahm er dreimal teil. 1948 wurde er 9. auf dem Kurs von Prag nach Warschau. 1949 wurde er 32. und 1950 39. der Gesamtwertung.